# Krabbetågen
Krabbetågen (M1; objekt nr. 1 i Messiers katalog, også kendt som NGC 1952 og Taurus A), er resterne af en supernova som kan ses i stjernebilledet Tyren, 6.300 lysår fra Jorden. Selve eksplosionen blev observeret i 1054 af bl.a. kinesiske og arabiske astronomer, og i 1731 fandt den engelske læge og astronom John Bevis Krabbetågen netop det sted på himlen hvor man i 1054 så supernovaeksplosionen. I nyere tid har man fundet den egentlige rest af supernovaen midt i den synlige tåge; en neutronstjerne der snurrer om sig selv 30,2 gange i sekundet, og for hver omdrejning sender en puls af alt fra radiobølger til røntgenstråling i vores retning (en såkaldt pulsar). Pulsaren blev opdaget, som den anden kendte pulsar i januar 1969. Den var dog tidligere blevet observeret af Minkowski i 1942. Han var dog ikke klar over betydningen af sin opdagelse.
Under gode forhold kan M1 lokaliseres med en god håndkikkert, men den ses bedre med et teleskop. Tågen måler 11 lysår på den lange led, hvilket set fra Jorden andrager 6 bueminutter; en femtedel af fuldmånens tilsyneladende diameter.
Supernovaeksplosionen var den endelige undergang for en stjerne med formodentlig mellem 8 og 12 gange så stor masse som vor egen Sol: De filamenter og "trevler" man kan se i Krabbetågen i dag, er hvad der er tilbage af de ydre dele af denne stjerne; de består af ioniseret helium og brint, samt kulstof, ilt, kvælstof, jern, neon og svovl. Dette stof bevæger sig væk fra eksplosionsstedet med en fart af omkring 1.500 kilometer i sekundet.
Det diffuse, blågrønne lys skyldes synkrotronstråling fra elektroner der bevæger sig med henved halvdelen af lysets hastighed, alt imens deres bane afbøjes af magnetfelter.